# Sierras Chicas
Les sierras Chicas, également appelées Viarava par les Comechingónes, sont une chaîne de montagnes située en Argentine, au nord-est de la ville de Córdoba dans la province du même nom. Elles font partie du massif montagneux des sierras de Córdoba.

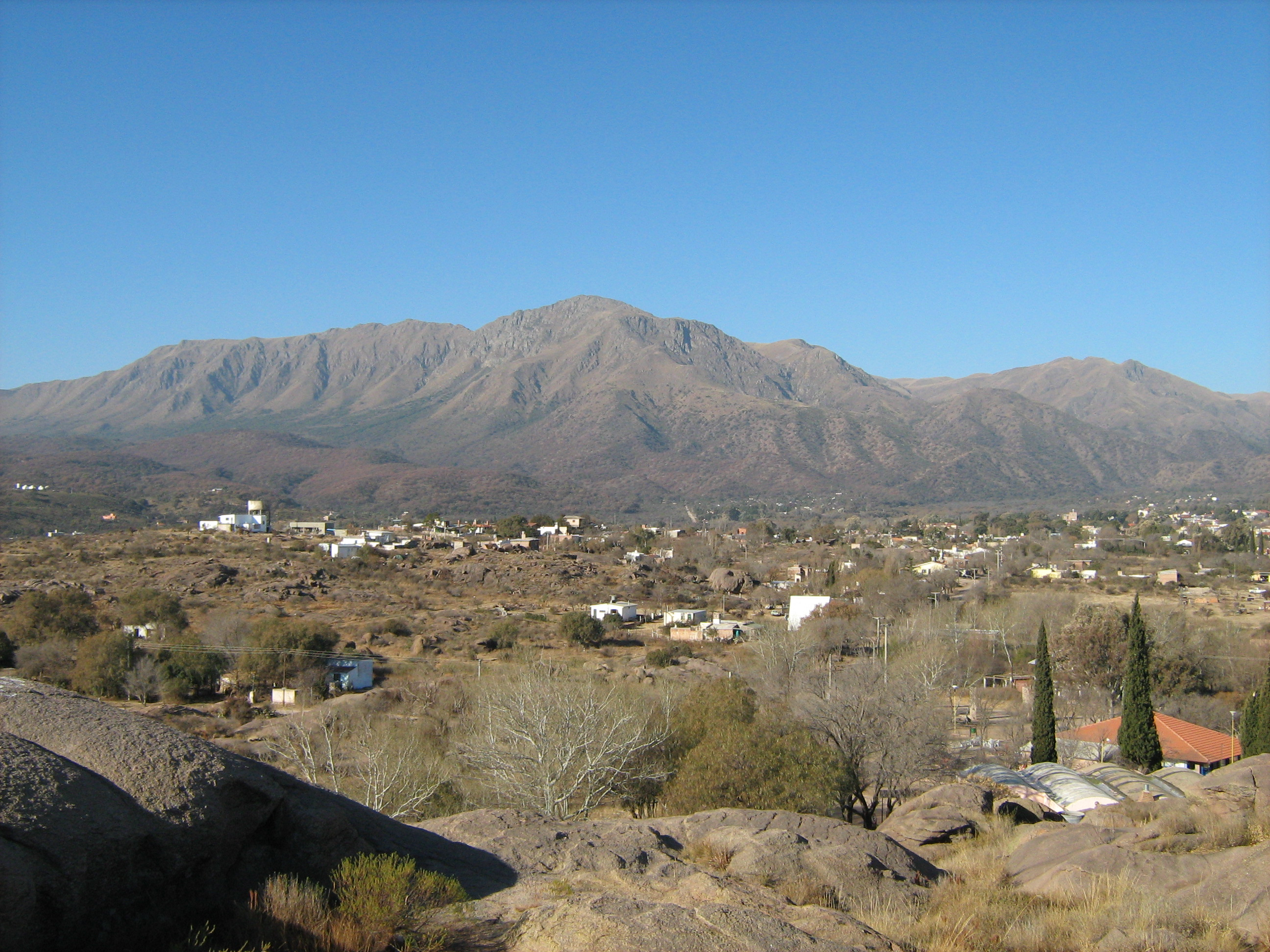
Vue de l'Uritorco, le plus haut sommet des sierras Chicas